# Royal Playhouse
Royal Playhouse (Fireside Theater) è una serie televisiva statunitense in 268 episodi trasmessi per la prima volta nel corso di 7 stagioni dal 1949 al 1955. La serie è nota negli Stati Uniti anche con il titolo Royal Playhouse (che è anche il titolo della distribuzione italiana).
È una serie televisiva di tipo antologico in cui ogni episodio rappresenta una storia a sé. Gli episodi sono storie di genere drammatico e dalla stagione 1950-1951 vengono introdotti da un presentatore: Frank WisBar (1950-1953), poi Gene Raymond (1953-1955). La serie ebbe un seguito, Jane Wyman Presents Fireside Theatre (o anche Jane Wyman Theater, 1955-1958, 84 episodi, presentata da Jane Wyman).

## Titoli
La serie, dopo la prima televisiva sulla NBC con il titolo Fireside Theatre, fu trasmessa in syndication con vari titoli:
- Your TV Theater (trasmissione in syndication nel 1956)
- Dramatically Yours, Action Theater & Turning Point (trasmissione in syndication nel 1958)
- Royal Playhouse (trasmissione in syndication nel 1959)
- Top Plays of the Year (trasmissione in syndication)

## Interpreti
La serie vede la partecipazione di numerose star cinematografiche e televisive, molte delle quali interpretarono diversi ruoli in più di un episodio.
- John Warburton (18 episodi, 1950-1954)
- Dabbs Greer (12 episodi, 1950-1954)
- Gertrude Michael (11 episodi, 1950-1955)
- Jim Davis (10 episodi, 1951-1954)
- Nolan Leary (16 episodi, 1950-1955)
- John Mitchum (9 episodi, 1949-1955)
- Irene Vernon (7 episodi, 1950-1951)
- Everett Glass (7 episodi, 1950-1952)
- George Wallace (7 episodi, 1950-1955)
- Charlene Hardey
- Kathleen Freeman (7 episodi, 1950-1954)
- Jack Daly
- Wilton Graff
- Eve Miller (7 episodi, 1950-1953)
- Tom Powers (7 episodi, 1951-1955)
- Andrea King (7 episodi, 1952-1954)
- Walter McGrail (6 episodi, 1950-1951)
- Hugh Sanders (6 episodi, 1953-1955)
- Art Millan
- Frank Wisbar (6 episodi, 1949-1953)
- Marjorie Lord (6 episodi, 1950-1954)
- William Fawcett (6 episodi, 1951-1955)
- William F. Leicester (6 episodi, 1951-1953)
- William Bakewell (6 episodi, 1952-1953)
- Madge Meredith (6 episodi, 1953-1954)
- Warren Douglas (5 episodi, 1950-1952)
- Charles Meredith (5 episodi, 1953-1955)
- Lee Phelps (5 episodi, 1950-1953)
- Sheila Bromley (5 episodi, 1951-1955)
- Ralph Dumke (5 episodi, 1954-1955)
- Clark Howat (segment 'The Imp in the Bottle')
- Alan Wells (5 episodi, 1950-1955)
- Norbert Schiller (5 episodi, 1950-1954)
- Byron Foulger
- George Nader (5 episodi, 1950-1953)
- Grandon Rhodes (5 episodi, 1952-1955)
- Robert Foulk
- Ralph Byrd (4 episodi, 1950)
- Peter Brocco (4 episodi, 1950-1953)
- Beverly Washburn (4 episodi, 1950-1955)
- Anthony Caruso (4 episodi, 1950-1953)
- Virginia Farmer
- Lester Matthews (4 episodi, 1950-1951)
- George Eldredge (4 episodi, 1951-1955)
- Ken Harvey
- William Henry (4 episodi, 1950-1954)
- Marjorie Stapp
- Patrick O'Moore
- John Baer
- Hugh O'Brian
- Mary Sinclair
- Ruth Clifford (4 episodi, 1951-1954)
- Douglas Kennedy (4 episodi, 1951-1953)
- Gordon Nelson
- Emory Parnell
- John Close (4 episodi, 1952-1955)
- Barbara Brown
- Peter Graves (4 episodi, 1953-1955)
- Jonathan Hale (4 episodi, 1953-1954)
- Gloria Talbott (4 episodi, 1953-1954)
- John Banner (4 episodi, 1954-1955)
- Kathleen Crowley (4 episodi, 1954-1955)
- Jimmie Dodd (3 episodi, 1950)
- William Pullen (3 episodi, 1950)
- Jay Novello (3 episodi, 1952-1955)
- George Brent (3 episodi, 1955)
- June Lang (3 episodi, 1950-1952)
- Dorothy Malone (3 episodi, 1954-1955)
- John Call
- Irene Hervey (3 episodi, 1954-1955)
- Stephen Roberts (3 episodi, 1950-1952)
- Ann Doran (3 episodi, 1952-1955)
- Alphonse Martell
- Guy Kingsford (3 episodi, 1950-1951)
- Joe Bailey (3 episodi, 1950-1952)
- Bill Erwin (3 episodi, 1950-1951)
- Billy Griffith
- Frieda Inescort
- James Anderson
- Edgar Barrier
- Francis Ford
- Kay Lee
- Tommy Cook
- Joseph Granby
- B.G. Norman
- Charlita
- Clancy Cooper (3 episodi, 1951-1953)
- Bruce Lester
- Maura Murphy (3 episodi, 1951-1953)
- Fiona O'Shiel
- Margaret Field (3 episodi, 1951-1952)
- Carole Mathews (3 episodi, 1951-1952)
- Lynne Roberts
- Gary Lee Jackson
- William Schallert
- Kenneth Tobey (3 episodi, 1952-1955)
- William Bakewell (3 episodi, 1952-1954)
- Leslie Banning (3 episodi, 1952-1954)
- Peggie Castle (3 episodi, 1952-1954)
- Robert Hutton (3 episodi, 1952-1954)
- Hayden Rorke (3 episodi, 1952-1954)
- Jeff York (3 episodi, 1952-1954)
- Ron Hagerthy (3 episodi, 1952-1953)
- Kristine Miller
- Craig Stevens (3 episodi, 1952-1953)
- John Vosper
- Arthur Franz (3 episodi, 1953-1955)
- George Givot (3 episodi, 1953-1954)
- Hal Taggart
- Rick Vallin
- Dan Barton (3 episodi, 1954-1955)
- Kathryn Card (3 episodi, 1954-1955)
- Virginia Field
- Virginia Grey (3 episodi, 1954-1955)
- John Hudson (3 episodi, 1954-1955)
- Betty Lynn (3 episodi, 1954-1955)
- Rhys Williams
- Frances Dee (2 episodi, 1950-1951)
- William Bendix (2 episodi, 1955)
- Joan Vohs (2 episodi, 1950-1951)
- Marian Martin
- Nino Pipitone
- Howard Negley (2 episodi, 1952-1955)
- Martha Vickers (2 episodi, 1955)
- Clark 'Buddy' Burroughs (2 episodi, 1950-1951)
- Robert Lyden
- Reginald Sheffield (2 episodi, 1950)
- John Pickard (2 episodi, 1952-1955)
- Louis Mercier
- Sherry Jackson (2 episodi, 1949-1951)
- Ross Elliott (2 episodi, 1950-1954)
- Maidie Norman

### Guest star
Tra le guest star: Yul Brinner, Vincent Price, Frances Dee, Mary Castle, Myron Healey, David Stollery, Paul Picerni, Trevor Bardette, Paul Fix, Robert Osterloh, Joseph Granby, Charles Cane, Gene Coogan, John Eldridge, Kenneth Tobey, Faith Domergue, Gabriel Curtiz, Angela Greene, Francis Ford, John Mitchum, William Bishop, Maria Palmer, Russell Hicks, Everett Glass, Beverly Tyler, Irene Vernon, Donald Murphy, Emory Parnell, Dorothy Porter, Charles Meredith, Peter Graves, Stanley Blystone, Hank Patterson.

## Produzione
La serie fu prodotta da General Television Enterprises, Hal Roach Studios e National Broadcasting Company e girata negli Hal Roach Studios a Culver City in California. Le musiche furono composte da Harry Lubin.

### Registi
Tra i registi sono accreditati:
- Frank Wisbar in 180 episodi (1950-1955)
- John Reinhardt in 6 episodi (1949-1950)
- Jack Bernhard
- Fred Coe
- John Ford
- William Cameron Menzies
- Gene Raymond

### Sceneggiatori
Tra gli sceneggiatori sono accreditati:
- Herbert Little Jr. in 9 episodi (1952-1955)
- David Victor in 9 episodi (1952-1955)
- John Reinhardt in 6 episodi (1949-1950)
- Bret Harte in 5 episodi (1951-1952)
- David Dortort in 3 episodi (1953-1954)
- Raphael Hayes in 2 episodi (1951)
- Merwin Gerard in 2 episodi (1953-1954)
- Sam Rolfe in 2 episodi (1953-1954)
- Elwood Ullman in 2 episodi (1953-1954)
- Eugene Vale in 2 episodi (1953-1954)
- Charles Bennett in 2 episodi (1954)
- Frederick Kohner in 2 episodi (1954)

## Distribuzione
La serie fu trasmessa negli Stati Uniti dal 5 aprile 1949 al 28 giugno 1955 sulla rete televisiva NBC. In Italia sono stati trasmessi 51 episodi con il titolo Royal Playhouse.

## Episodi
| Stagione         | Episodi | Prima TV USA |
| ---------------- | ------- | ------------ |
| Prima stagione   | 11      | 1949         |
| Seconda stagione | 41      | 1949-1950    |
| Terza stagione   | 46      | 1950-1951    |
| Quarta stagione  | 44      | 1951-1952    |
| Quinta stagione  | 39      | 1952-1953    |
| Sesta stagione   | 44      | 1953-1954    |
| Settima stagione | 43      | 1954-1955    |